# Memory Almost Full
Memory Almost Full – czternasty solowy album studyjny brytyjskiego muzyka Paula McCartneya wydany 4 czerwca 2007 w Wielkiej Brytanii i dzień później w Stanach Zjednoczonych. Produkcją krążka zajął się David Kahne, a został on nagrany w londyńskim studiu Abbey Road.

## Lista utworów
Wszystkie piosenki napisane przez Paula McCartneya.
| 1.  | "Dance Tonight"      | 2:54  |
|     |                      |       |
| 2.  | "Ever Present Past"  | 2:57  |
|     |                      |       |
| 3.  | "See Your Sunshine"  | 3:20  |
|     |                      |       |
| 4.  | "Only Mama Knows"    | 4:17  |
|     |                      |       |
| 5.  | "You Tell Me"        | 3:15  |
|     |                      |       |
| 6.  | "Mr. Bellamy"        | 3:39  |
|     |                      |       |
| 7.  | "Gratitude"          | 3:19  |
|     |                      |       |
| 8.  | "Vintage Clothes"    | 2:22  |
|     |                      |       |
| 9.  | "That Was Me"        | 2:38  |
|     |                      |       |
| 10. | "Feet In The Clouds" | 3:24  |
|     |                      |       |
| 11. | "House Of Wax"       | 4:59  |
|     |                      |       |
| 12. | "The End Of The End" | 2:57  |
|     |                      |       |
| 13. | "Nod Your Head"      | 1:58  |
|     |                      |       |
|     |                      | 41:59 |
|     |                      |       |

## Okoliczności powstania albumu
Pracę nad tym krążkiem McCartney rozpoczął jeszcze przed wydaniem swojej poprzedniej płyty Chaos and Creation in the Backyard. Tuż po jej premierze powrócił on do skomponowanego wcześniej materiału i z tego powstał właśnie album Memory Almost Full. W tekstach nowych utworów odnaleźć można szereg elementów retrospektywnych, będących nawiązaniem do czasów, kiedy Paul był jeszcze zwykłym młodym liverpoolskim chłopakiem. „Osiągnąłem już taki etap swojego życia, że często wspominam młodzieńcze lata. Gdy patrzę teraz na to, w jaki sposób powstawały piosenki na moją nową płytę, to przypomina mi się moje wspólne komponowanie z Johnem. Większość piosenek powstała w podobny sposób, jak niegdyś „Penny Lane”, czy „Eleanor Rigby”” – mówi Paul.